# Kazuo Tomita
Kazuo Tomita (n. 1 ianuarie 1939, Fukuoka, Japonia) este un înotător ce a reprezentat Japonia, medaliat olimpic. A participat la o ediție a Jocurilor Olimpice (1960) în care a câștigat o medalie de bronz.